# Hariton Tiktin
Hariton Tiktin  (* 9. August 1850 in Breslau; † 13. März 1936 in Berlin) war ein deutsch-rumänischer Romanist, Rumänist, Grammatiker und Lexikograf.

## Leben und Werk
Heimann Tiktin wuchs in Breslau in einer Rabbinerfamilie auf. 1869 ging er nach Iași in Rumänien, heiratete dort und wurde rumänischer Staatsbürger. Er studierte an der Universität Leipzig (bei den Junggrammatikern) und promovierte 1884 mit Studien zur rumänischen Philologie (2 Bde., Leipzig 1884; Bd. 2: Einfluss von ú und j auf benachbarte Laute). In Iași war er Gymnasiallehrer für Latein und Deutsch, trat aber vor allem mit bedeutenden grammatikalischen und lexikografischen Werken zum Rumänischen hervor.
Heimann Tiktin konvertierte 1900 zum christlichen Glauben und nahm den Vornamen Hariton an. Von 1912 bis 1925 war er an der Humboldt-Universität Berlin Lektor für Rumänisch und lehrte dort neben Sprachpraxis auch historische Grammatik des Rumänischen und rumänische Sprachgeschichte.  1919 wurde er als Ehrenmitglied in die Rumänische Akademie berufen.
Tiktin war der Großvater der Malerin Lola Schmierer Roth (1893–1981).

## Werke
- Die rumänische Sprache, in: Gustav Gröber (Hrsg.), Grundriss der romanischen Philologie 1,  Straßburg 1888, S. 438–460; 2. Auflage u. d. T. Grammatik der rumänischen Sprache, 1905, S. 564–607
- Manual de ortografia romîna, Iași 1889
- Gramatica romînă pentru învățămîntul secundar, teorie și practică, Iași 1893; 2 Bde., 1895; hrsg. von Ion Aurel Candrea, Bukarest 1945
- Rumänisch-deutsches Wörterbuch. Dictionar român-german, 3 Bde., Bukarest 1903–1925
  - 1.  (A – C),  1903 (Erste Lieferung 1895)
  - 2.  (D – O), 1911
  - 3.  (P – Z),  1925
- Rumänisch-deutsches Wörterbuch, 2., überarbeitete und ergänzte Auflage, hrsg. von Paul Miron, 3 Bde. In 18 Lieferungen, Wiesbaden 1986–1989; 3. Auflage, hrsg. von Paul Miron und Elsa Lüder, Cluj-Napoca/Wiesbaden 2000–2005
- Rumänisches Elementarbuch, Heidelberg 1905
- Kritische Untersuchungen zu den Büchern Samuelis, Göttingen 1922